# Txèquia
Txèquia (txec: Česko), oficialment la República Txeca (txec: Česká republika), és un país de l'Europa central sense sortida al mar. Fa frontera amb Polònia al nord, Alemanya al nord-oest i l'oest, Àustria al sud i Eslovàquia a l'est. La capital i la ciutat més gran n'és Praga, la part històrica de la qual té un gran atractiu turístic. Txèquia està formada per les dues regions més antigues, Bohèmia i Moràvia, i part d'una tercera, Silèsia.
Txèquia és una democràcia parlamentària multipartidista, en què el primer ministre és el cap de govern i el president el cap d'estat; i és membre de l'OTAN des del 1999 i de la Unió Europea des del 2004. També és membre de l'OCDE, el Consell d'Europa i el Grup de Visegrád.

## Toponímia
La República Txeca va néixer després de la divisió de l'antiga Txecoslovàquia (en txec: Československo) el 1993. Hi va haver diverses propostes per al nom curt convencional, entre els quals, "Terres Txeques", "Bohèmia" o "Txèquia"; aquest últim es va convertir en el nom més utilitzat. Tot i així, el nom no ha estat lliure de controvèrsies. La república està integrada per regions històriques: Bohèmia (en txec, Čechy), Moràvia (Morava) i la Silèsia Txeca (Slezsko). D'aquestes tres àrees, Bohèmia és la més gran i la seu tradicional del poder. La mateixa paraula, l'adjectiu český, significa tant 'bohemi' com 'txec'. Tot i així, el govern promou l'ús de la forma curta Txèquia a l'exterior.

## Història
La posició geogràfica, entre entitats més grans com Alemanya, Polònia, Àustria, Hongria i l'antiga Rússia, ha determinat que la història de la nació txeca es pugui explicar com una lluita per la continuïtat nacional i estatal.

### Els reispremíslides
Al segle vi, unes tribus eslaves procedents de l'Àsia ocuparen el territori del que posteriorment seria Txecoslovàquia, i van foragitar els primitius habitants, d'origen germànic. Un cap, que es creu que era franc, de nom Samo, aconseguí unir les tribus eslaves occidentals en un estat que incloïa el territori actual, però el seu regne es va dissoldre després de la mort del cabdill, el 659. Els hongaresos dissolgueren el Regne de Moràvia el 906, mentre a Bohèmia la dinastia dels premíslides consolidava la seva autoritat a l'entorn de Praga. Aquests sobirans adoptaren i difongueren la civilització d'Occident i la seva cultura. En aquesta època, començà a difondre's el cristianisme pel territori.
Aquest període fou interromput per una violenta incursió dels magiars (1025), que s'apoderaren del que avui és Eslovàquia i començaren a amenaçar altres regions. Els eslaus sol·licitaren protecció a l'emperador Frederic I del Sacre Imperi romanogermànic. L'emperador hi va acceptar, però a canvi començà a considerar el país com un regne vassall.
Mentre el tron de Bohèmia fou ocupat pels reis premíslides, el regne va arribar a una expansió territorial important, especialment amb Ottokar II de Bohèmia (1253-1278). Després de la mort sense descendència de l'últim rei Premíslida, el 1310 pujà al tron de Praga un rei de la dinastia germànica dels Luxemburg. El seu fill, Carles IV de Luxemburg, va ser proclamat emperador, i sota el seu regnat la ciutat de Praga i el Regne de Bohèmia van viure una edat d'or (1346-1378).
El Regne de Bohèmia era una important força local, però els conflictes religiosos, com ara les guerres hussites del segle xv i la Guerra dels Trenta anys del segle xvii, van dur a la decadència i a la submissió política. Des de la batalla de Bila Hora (1620), el regne va ser governat directament des de Viena per la dinastia dels Habsburg, com una part de l'Imperi austrohongarès.

### La renaixença txeca
A finals del segle xviii, els principis de la llibertat dels pobles sorgits en el clima de la Revolució Francesa es van començar a difondre entre l'elit intel·lectual txeca. Mentrestant, les reformes il·lustrades de l'emperadriu Maria Teresa i el seu fill Josep van posar les bases per al desenvolupament industrial del segle xix. La confluència d'una burgesia autòctona i d'una ideologia nacionalista va permetre, al llarg del segle xix, una renaixença gradual de la consciència nacional txeca.
El començament de la Guerra de 1914 trobà milers de txecs allistats dins de l'exèrcit d'Àustria, però que van acabar lluitant a favor de Rússia i els aliats. Gràcies als èxits militars dels txecs, la causa txeca va guanyar ressò. Sumat a la provada lleialtat dels polítics txecs de l'exili, encapçalats per Tomáš G. Masaryk, als principis i els valors de la democràcia liberal, va ser possible convèncer el president nord-americà Thomas W. Wilson, el primer ministre francès Georges Clemenceau i el britànic David Lloyd George, de la conveniència i la viabilitat d'un estat independent, que va ser reconegut el 1918 i admès entre els vencedors de la guerra.

### Txecoslovàquia (1918-1992)
Comparat amb el context convuls de l'Europa central de l'època, la Primera República txecoslovaca va arribar a un alt nivell de democràcia, pau, prosperitat i convivència de diverses minories nacionals, la més important de les quals era l'alemanya.
Quan Hitler va arribar al poder als anys trenta això es va acabar. La gran majoria dels alemanys de Txecoslovàquia es van declarar lleials al règim nazi. Després de l'acord de Múnic el 1938, Alemanya es va annexionar el territori de majoria alemanya i Eslovàquia es va constituir en estat independent, amb un règim titella pronazi. El que quedava de l'estat txec va ser ocupat pels alemanys el 1939. Els txecs van formar un govern a l'exili, a Londres, que va ser reconegut pels aliats i va col·laborar eficaçment en l'esforç de guerra aliat.
Després de la Segona Guerra Mundial, Txecoslovàquia va caure gradualment sota l'esfera d'influència soviètica, en un procés culminat el 1948, quan el Partit Comunista va guanyar les eleccions democràtiques i va propugnar un cop d'estat. Van seguir anys de repressió i totalitarisme. La insatisfacció amb el règim va dur, ja als anys seixanta, a l'elecció de nous líders polítics i a polítiques reformistes, que van obtenir alguna complicitat per part de la societat, en el procés conegut com la Primavera de Praga. El procés va ser interromput amb la invasió dels exèrcits del Pacte de Varsòvia el 21 d'agost de 1968.
El novembre de 1989 el règim comunista va caure, dins de la seqüència de la fi del règims comunistes europeus a Europa. L'1 de gener de 1993, Txecoslovàquia es va dissoldre pacíficament per formar dos estats separats, Txèquia i Eslovàquia.

## Geografia física

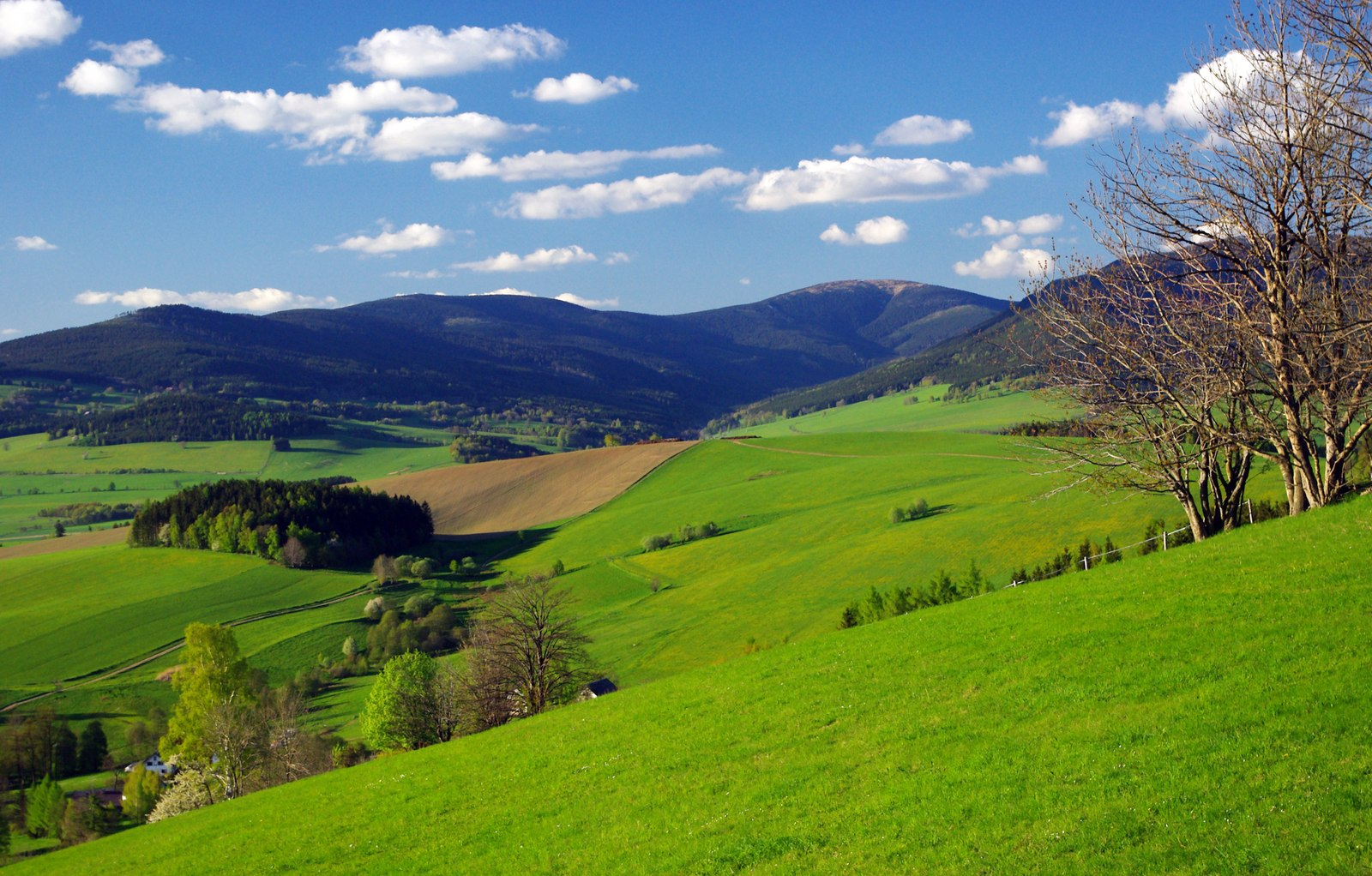
Paisatge de Králický Sněžník

El paisatge txec és molt variat. Bohèmia, a l'oest, està conformada per una conca drenada per l'Elba (Labe en txec) i el Vlatva o Moldava, i està envoltada principalment per muntanyes de baixa altitud, com ara la serralada de Karkonosze dels Sudets. El punt més elevat del país, Sněžka, amb 1.602 msnm, s'hi troba. Moràvia, la regió oriental el país, també és muntanyosa, drenada pel riu Morava, però també hi és la font de l'Oder (Odra en txec). Les aigües de Txèquia drenen en tres diferents mars: el mar del Nord, el Bàltic i la mar Negra, tot i que Txèquia no té cap costa. La República Txeca lloga un lot dels molls d'Hamburg, que li va ser atorgat segons el tractat de Versalles per permetre el moviment dels béns del país cap al mar. El territori passarà a mans d'Alemanya el 2028.
Els boscs ocupen prop d'un terç del territori txec i són de caràcter centreeuropeu, rouredes a les terres baixes i fagedes més amunt, amb la presència de coníferes com l'avet, el pi roig i la pícea.
El clima n'és continental. A Praga, la temperatura mitjana varia dels 0 °C el gener a 20 °C el juliol. Les mínimes poden arribar-ne als —10 °C a les muntanyes de Bohèmia. La pluviositat hi oscil·la entre els 500 mm anuals a les planes de Bohèmia fins a 1.000 mm a les muntanyes del nord; la màxima ocorre al juliol i la mínima al febrer.

## Política i govern

### Estructura de govern
Txèquia és una democràcia parlamentària multipartidista i representativa. El primer ministre és el cap de govern, mentre que el president és el cap d'estat, escollit pel vot popular per a un mandat de cinc anys, i no pot ocupar el càrrec més de dues vegades consecutives. El president té poders específics limitats; pot retornar les lleis aprovades pel Parlament, nomenar els jutges de la Cort Constitucional que han de rebre l'aprovació del Senat, i pot dissoldre el Parlament sota certes condicions especials i inusuals. També designa el primer ministre i els altres membres del gabinet, que els proposa el primer ministre. Aquest, al seu torn, encapçala el govern i té amplis poders executius, incloent-hi el dret a establir l'agenda de les polítiques interiors i exteriors i triar els ministres de govern.
El Parlament de Txèquia (Parlament České republiky) és bicameral, integrat per la Cambra de Diputats (Poslanecká sněmovna), de 200 membres, i el Senat (Senát), de 81. Els de la Cambra de Diputats són elegits per quatre anys segons el mètode de representació proporcional amb un llindar mínim del 5% perquè un partit pugui ser-hi representat. Hi ha 14 circumscripcions electorals idèntiques a les regions administratives nacionals. Els membres del Senat són elegits segons el mètode d'escrutini uninominal majoritari d'un escó per circumscripció, amb dues voltes de votacions, per a un mandat de sis anys. S'elegeix un terç del Senat cada dos anys. Les circumscripcions són gairebé de la mateixa grandària i també hi ha dues voltes d'eleccions.

### Divisió administrativa
Txèquia està formada per 13 regions (kraje, singular - kraj) i per Praga, la capital (hlavní město):
| Praga (Praha)                                     |  | Mapa de la República Txeca amb les regions acolorides |
| Regió de Bohèmia central (Středočeský kraj)       |  | Mapa de la República Txeca amb les regions acolorides |
| Regió de Bohèmia meridional (Jihočeský kraj)      |  | Mapa de la República Txeca amb les regions acolorides |
| Regió de Plzeň (Plzeňský kraj)                    |  | Mapa de la República Txeca amb les regions acolorides |
| Regió de Karlovy Vary (Karlovarský kraj)          |  | Mapa de la República Txeca amb les regions acolorides |
| Regió d'Ústí nad Labem (Ústecky´ kraj)            |  | Mapa de la República Txeca amb les regions acolorides |
| Regió de Liberec (Liberecký kraj)                 |  | Mapa de la República Txeca amb les regions acolorides |
| Regió de Hradec Králové (Královéhradecký kraj)    |  | Mapa de la República Txeca amb les regions acolorides |
| Regió de Pardubice (Pardubický kraj)              |  | Mapa de la República Txeca amb les regions acolorides |
| Regió d'Olomouc (Olomoucký kraj)                  |  | Mapa de la República Txeca amb les regions acolorides |
| Regió de Moràvia i Silèsia (Moravskoslezský kraj) |  | Mapa de la República Txeca amb les regions acolorides |
| Regió de Moràvia meridional (Jihomoravský kraj)   |  | Mapa de la República Txeca amb les regions acolorides |
| Regió de Zlín (Zlínský kraj)                      |  | Mapa de la República Txeca amb les regions acolorides |
| Regió de Vysočina (Vysočina)                      |  | Mapa de la República Txeca amb les regions acolorides |

## Geografia humana i societat
El 2008, la població estimada de Txèquia era de 10,2 milions d'habitants. El 71,2% de la població té entre 15 i 64 anys; el 13,8% té menys de 15 anys, i el 15,1% més de 65. La taxa de natalitat estimada el 2008 era menor que la taxa de mortalitat; la primera era de 8,89 per cada 1.000 habitants i la segona de 10,69 per cada 1.000 habitants. Praga, amb una població estimada d'1,2 milions d'habitants el 2003, és la capital i la ciutat més gran del país. És el centre comercial, industrial i cultural de la república, així com una destinació turística important. Altres ciutats importants en són Brno, Ostrava, Plzeň i Olomouc.
Ètnicament, el poble txec descendeix de les tribus eslaves que van arribar a Bohèmia i Moràvia el segle v, i en l'actualitat representen el 90% de la població. Els eslovacs en són el 2%, mentre que els alemanys, els gitanos i els hongaresos, la resta.
En el cens del 2001, prop del 60% de la població de Txèquia va declarar que no tenia cap afiliació religiosa, una xifra significativa després de mig segle sota un sistema comunista de govern. El catòlics hi representen el 26,8%, i els protestants el 2,1%.
La llengua nacional i oficial és el txec, una llengua del grup eslau occidental, parlada pel 94,9% de la població. N'hi ha dos dialectes que difereixen molt poc; un que es parla a Moràvia i l'altre a Bohèmia. També s'hi parla l'eslovac, una llengua molt propera al txec.

## Cultura i oci

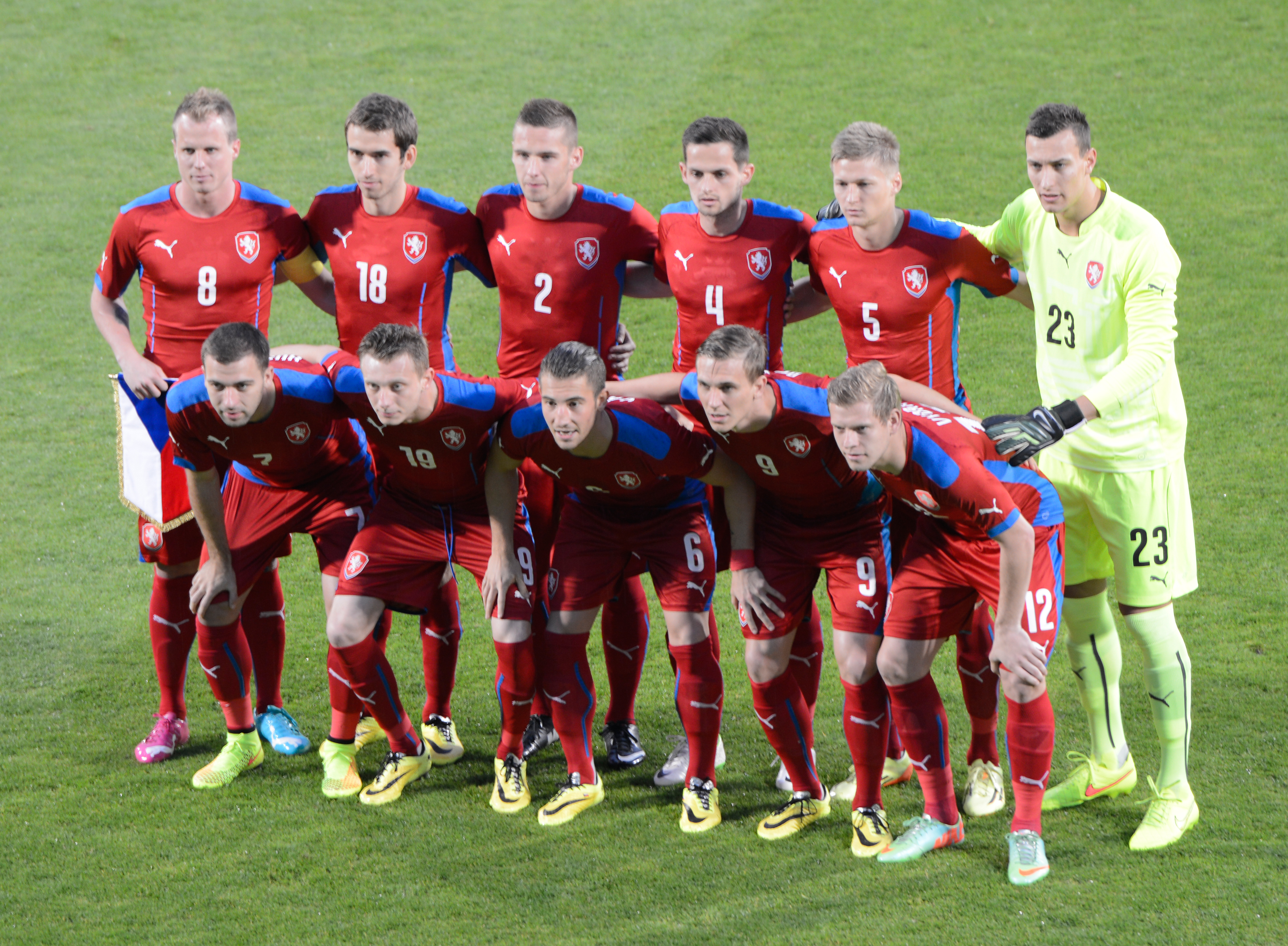
Selecció de futbol de la República Txeca, 2014

Aquest país, malgrat la seva mida relativament petita, ha vist néixer importants escriptors com Milan Kundera, Franz Kafka (que escrivia en alemany), Jaroslav Hašek, Karel Čapek, Václav Havel, Bohumil Hrabal o Jaroslav Velinský, i compositors com Bedřich Smetana, Antonín Dvořák, Gustav Mahler, Leoš Janáček o Bohuslav Martinů.

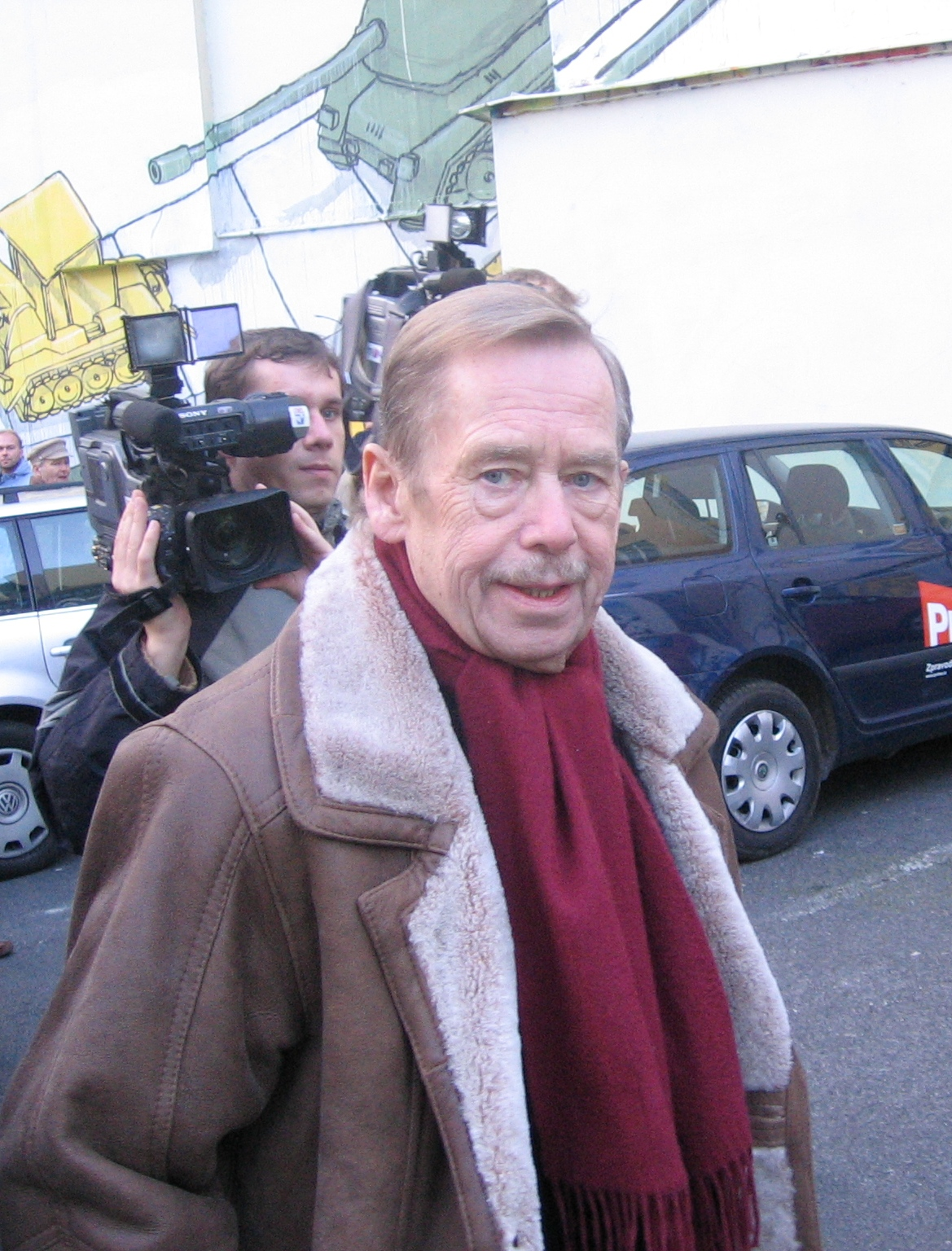
Václav Havel (2008)

El terme nova ona txecoslovaca ha estat emprat per a referir-se a les innovadores primeres obres de directors com ara Miloš Forman, amb una estètica oposada a la nova onada francesa, una temàtica i una filosofia estretament relacionades amb la literatura nacional dels anys 1960 i amb els fets de la Primavera de Praga, que van acabar imposant una forta censura sobre les obres d'aquests realitzadors.
Durant l'era comunista, i l'existència de l'estat txecoslovac, dues pel·lícules fetes en aquest país van guanyar l'Oscar a la millor pel·lícula de parla no anglesa: La botiga del carrer gran (Obchod na korze), de Ján Kadár i Elmar Klos, i Trens rigorosament vigilats (Ostře sledované vlaky, basada en la novel·la homònima de l'escriptor Bohumil Hrabal) de Jiří Menzel. En els darrers anys, una altra pel·lícula ha obtingut el premi Kolya, del director Jan Svěrák.
L'educació a la República Txeca s'organitza en centres d'ensenyament primari, secundari, professional superior i superior. Actualment existeixen 26 universitats privades y 26 públiques, entre les quals gran part ofereixen programes en anglès per a estudiants internacionals. L'institució més antiga i important és la Universitat Carolina de Praga, que també és la més antiga d'Europa Central (fundada el 1348).